# 다카모리정 (야마구치현)
다카모리정(高森町)은 야마구치현 구가군에 설치되었던 정이다. 현재의 이와쿠니시에 해당한다.

## 역사
- 1889년 4월 1일 - 정촌제 시행에 의해 구가군 다카모리촌이 성립하였다.
- 1924년 8월 1일 - 정으로 승격해 다카모리정이 되었다.
- 1955년 4월 1일 - 소오촌, 요네카와촌, 가와고에촌과 합병 슈토정이 성립, 동일 다카모리정은 폐지되었다.

## 교통

### 철도
- 일본국유철도
  - 간토쿠선

## 교통

### 도로
- 국도 제2호선

## 참고문헌
- 角川日本地名大辞典 35 山口県